# Canscora roxburghii
Canscora roxburghii là một loài thực vật có hoa trong họ Long đởm. Loài này được Arn. ex Miq. mô tả khoa học đầu tiên năm 1852.